# Santa Venerina
Santa Venerina település Olaszországban, Szicília régióban, Catania megyében. Lakosainak száma 8452 fő (2023. január 1.). Santa Venerina Acireale, Giarre és Zafferana Etnea községekkel határos.

## Népesség
A település lakossága az elmúlt években az alábbi módon változott:
| Lakosok száma | 8549 | 8553 | 8452 |
|               | 2017 | 2018 | 2023 |